# چوواش (آستارا)
چوواش (به لاتین: Çüvaş) یک منطقه مسکونی است که در شهرستان آستارا (جمهوری آذربایجان) و در دهیاری رینه واقع شده است.